# Osawatomie
Osawatomie è un comune degli Stati Uniti d'America, situato nello Stato del Kansas, nella contea di Miami.